# Sauvagesia aliciae
Sauvagesia aliciae là một loài thực vật có hoa trong họ Ochnaceae. Loài này được Sastre miêu tả khoa học đầu tiên năm 1978.